# 巴勒斯坦國足球協會
巴勒斯坦國足球協會是專門管轄巴勒斯坦國足球事務的組織。該組織成立於1928年，並在1929年和1984年加入國際足協及阿拉伯足球協會。此外，該組織還是亞洲足協和西亞足球協會的成員。
巴勒斯坦曾在2015年5月時，要求FIFA把以色列停權甚至開除並說UEFA長期偏袒以色列，之後撤案，但是要求做這種處分的原因FIFA受理，最終在2016年5月時FIFA推動巴勒斯坦在足球活動上人民與貨物上可以自由流動並解決以色列5個俱樂部在有領土爭議地區的問題。

## 外部連結
- 官方網頁 （页面存档备份，存于）
- 國際足協網頁 （页面存档备份，存于）
- 亞洲足協網頁